# Даллаква Іван Йосипович
Іван Йосипович Даллаква (… — 1868 ) — архітектор Російської імперії, працював в середині ХІХ ст. у Одесі.

## Біографія
Має італійське походження. І. Й. Даллаква народився за кордоном, по одній версії у Іспанії, за іншою — у Неаполітанському королівстві. Навчався зодчеству у Італії. З 1832 року працює у Одесі, займається проєктуванням шляхопровідів. З 1839 року працював архітектором IV частини міста (Молдованки), відповідно займався проектуванням простих одноповерхових будівель—особняків для не самих заможних верств населення. Також впродовж 1834–1844 працював міським землеміром у Одеському будівельному комітеті. У 1845 році перейшов на посаду архітектора — I-ї частини міста (найбільш заможної), до якої входила північна половина центру Одеси і займав цю посаду до 1860 року, таким чином рівень проектів Даллакви став більш високим, він проєктує житлові будинки у 2–3 поверхи з вишуканим оздобленням..

## Творчій доробок
Більшість будинків І. Й. Даллакви зруйнована або кардинально перебудована, без суттєвих змін залишилися лише одиничні споруди.

### Перелік вагомих робіт
- Будинок Євтіхія Сафонова, 1843 р., Єлісаветинська вул., 7[2]. Пам'ятка історії № 260-Од[3] (пізніше перебудований із зміною фасаду і надбудований третім поверхом)
- Склад Пена Вайцмана, 1844 р., Єврейська вул., 13[4] (пізніше перебудований під житло без зміни фасаду. Після ДСВ надбудований третім поверхом)
- Будинок Едуарда Шейнса, 1844 р., Військовий узв., 22[5] (пізніше перебудований із повною зміною фасаду)
- Будинок Івана Шумара, 1844 р., Поштова вул., 27–29 (не зберігся)
- Будинок Фелікса Ількевича, 1844 р., вул. Дерибасівська, 1[6]. Пам'ятка архітектури № 222-Од[3] (пізніше перебудований із повною зміною фасаду)
- Будинок Ємельяна Кристофоровича, 1845 р., Карантинна вул., 17[7] (пізніше перебудований із повною зміною фасаду)
- Будинок Д. і Г. Гертопан, 1845 р., Рішельєвська вул., 34[8] (не зберігся)
- Надбудова другого поверху будинку Василя Ксеніса, 1846 р., Пушкінська вул., 21[9] (не зберігся)
- Два флігелі Дмитра К. Коколанні, 1846 р., вул. Велика Арнаутська, 95[10] (збереженість невідома)
- Будинок Петра Казанського, 1846 р., Маразліївська вул., 44[11]. Пам'ятка архітектури № 456-Од[3] (пізніше перебудований із повною зміною фасаду і надбудований третім поверхом)
- Будинок Варвари Станіславовни Хоперської, 1846 р., Софіївська вул., 14[12] (пізніше перебудований із повною зміною фасаду і добудовою крил)
- Будинок Філіпа Бутенко, 1847 р., вул. Пастера, 18[13]. Пам'ятка архітектури № 623-Од[3] (пізніше увійшов до складу більшого триповерхового будинку з втратою первісного оздоблення)
- Склад у тилу подвір'я Є. Лісовської, 1847 р., Канатна вул., 22 (не зберігся)
- Будинок Едуарда Шейнса, проект: 1847 р. Будівництво, 1848 р., пров. Маяковського, 2[14] (перебудований із повною зміною фасаду і надбудований кількома поверхами у 2010-х рр.)
- Склад у другому подвір'ї Жозефіни Фраполлі, 1848 р., вул. Буніна, 3[15] (пізніше перебудований у житло із повною зміною фасаду)
- Склад спадкоємців Готліба Брауна, 1848 р., вул. Осипова, 2[16] (пізніше перебудований із зміною фасаду і надбудований третім поверхом)
- Два будинки і тильний флігель Корнея Бодаревського, 1848 р., Воронцовський пров., 6[17] (зберігся лише східний будинок)
- Будинок—вставка Марії і Миколи Мімі, 1848 р., Преображенська вул., 42[18] (фасад змінено у 2010-х роках)
- Будинок Бернарда Абрамсона, 1848 р., вул. Буніна, 19[19]. Пам'ятка архітектури № 2-Од[3] (пізніше перебудований із зміною фасаду і надбудований третім поверхом)
- Будинок С. Гуровича, 1849 р., Єврейська вул., 21
- Будинок Феодосія Цікаліоті, 1849 р., пров. Віце-Адмірала Жукова, 5[20] (не зберігся)
- Два фасадних флігеля Карла Томазіні, 1849 р., Грецьцка вул., 30[21] (пізніше увійшли до складу триповерхового будинку з втратою первісного оздоблення)
- 1- та 2-поверхові будинки Станіслава і Аграфії Хонських, 1849 р., вул. Буніна, 2[22][23] (пізніше двоповерховий будинок був надбудований третім поверхом без зміни первісного оздоблення)
- Будинок Станіслава і Аграфії Хонських, 1849 р., Канатна вул., 18[24]. Пам'ятка архітектури № 293-Од[3] (перебудований із повною зміною фасаду і надбудований поверхом і вежою)
- Будинок Олімпіади Гросул-Толстої, 1849 р., Військовий узв., 10[25] (не зберігся)
- Будинок Георгія Завацького, 1849 р., Троїцька вул., 52[26][1]. Пам'ятка архітектури 873-Од[3]
- Будинки Андрія Лупарьова, 1851 р., Олександрівський просп., 22 і пров. Нечипуренка, 15[27][28][1]. Пам'ятка архітектури 873-Од[3]
- Будинок Ноя Райхенберга, 1855 р., пров. Ніни Онілової, 6[29]
- Огорожа Миколаївської церкви на Приморській вулиці, 1860 р.[30]

### громадські споруди
- Приходське училище Римсько-католицької церкви, 1849 р., вул. Буніна, 23. Пам'ятка архітектури № 117-Од[3]

### не реалізовані проекти
- Міст через Карантинну балку по Грецькій вулиці, 1844 р. (Міст побудований за проектом Ф. В. Гонсіоровського у 1862–1863 рр.)
- Будинок Юліуса Тілє, 1846 р., вул. Гоголя, 13 (реалізований проект виконано О. С. Шашиним у тому же році)
- Флігель Олександра Катінського, 1848 р. (споруджено по зміненому у 1850 році проекту архітектора К. В. Кошелева)

## Галерея

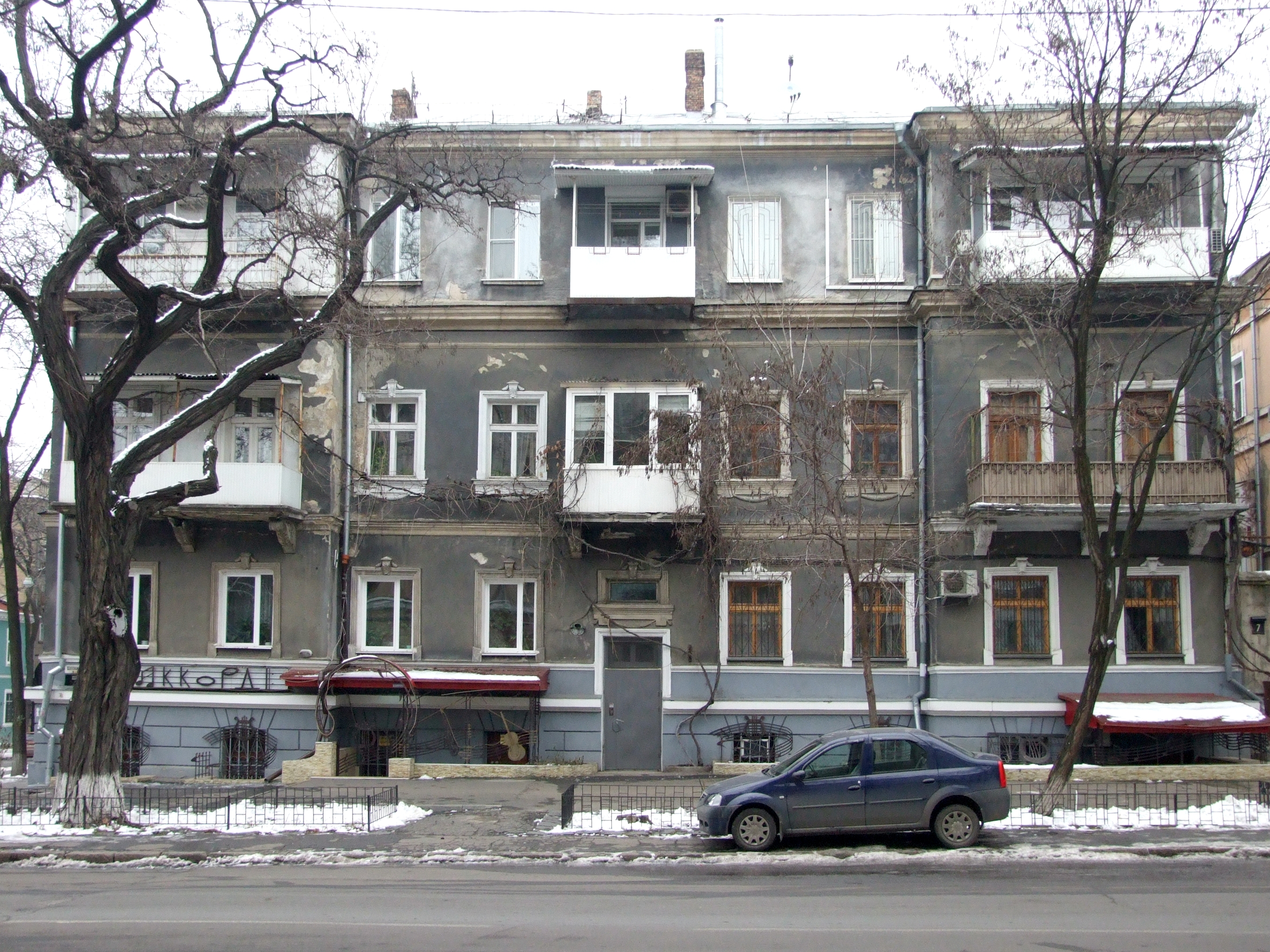
Будинок Євтіхія Сафонова, 1843 (пізніше повністю змінений фасад і надбудований поверх)
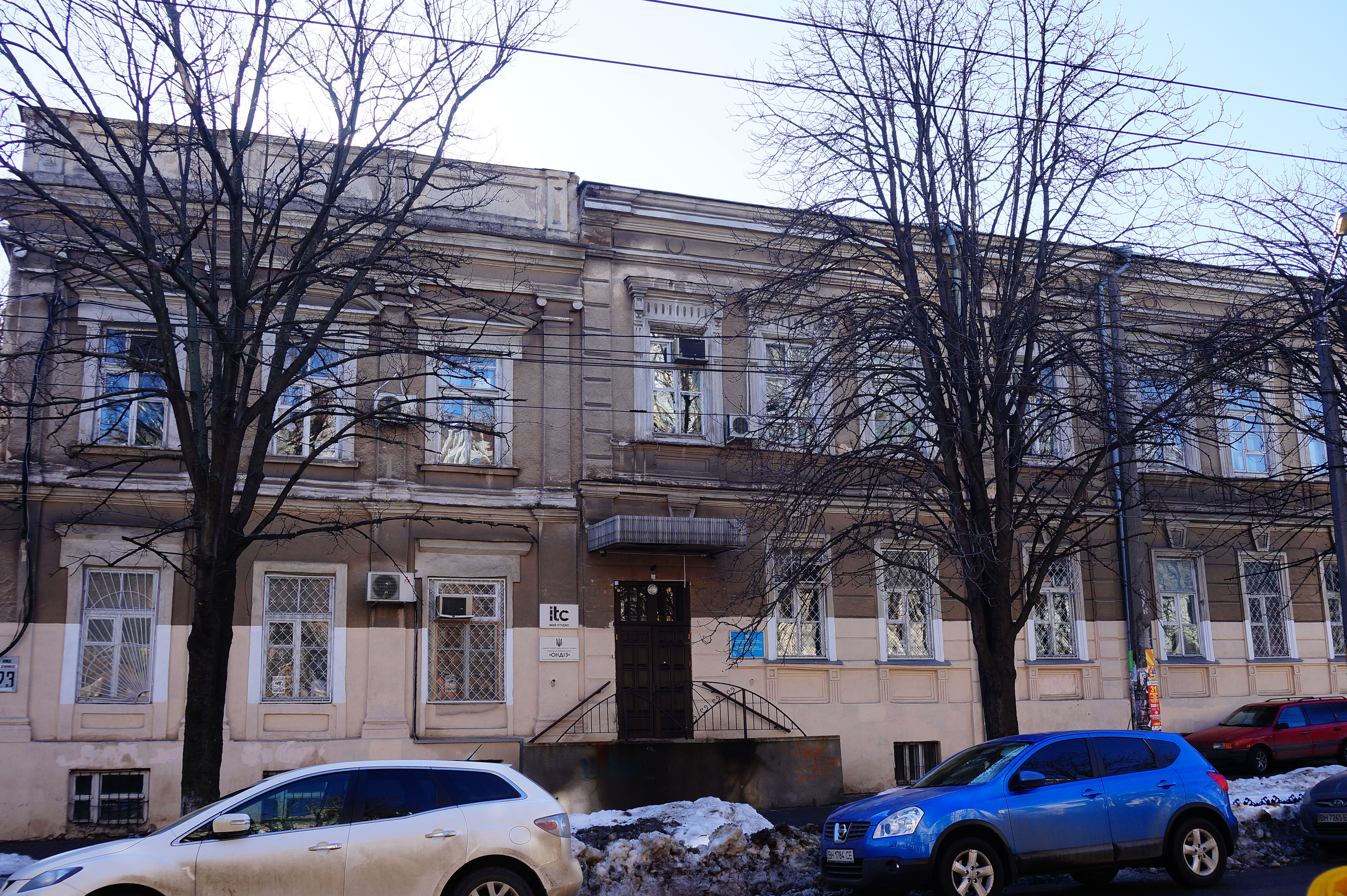
Приходське училище Римсько-Католицької церкви, 1849 (у лівого краю знімку)
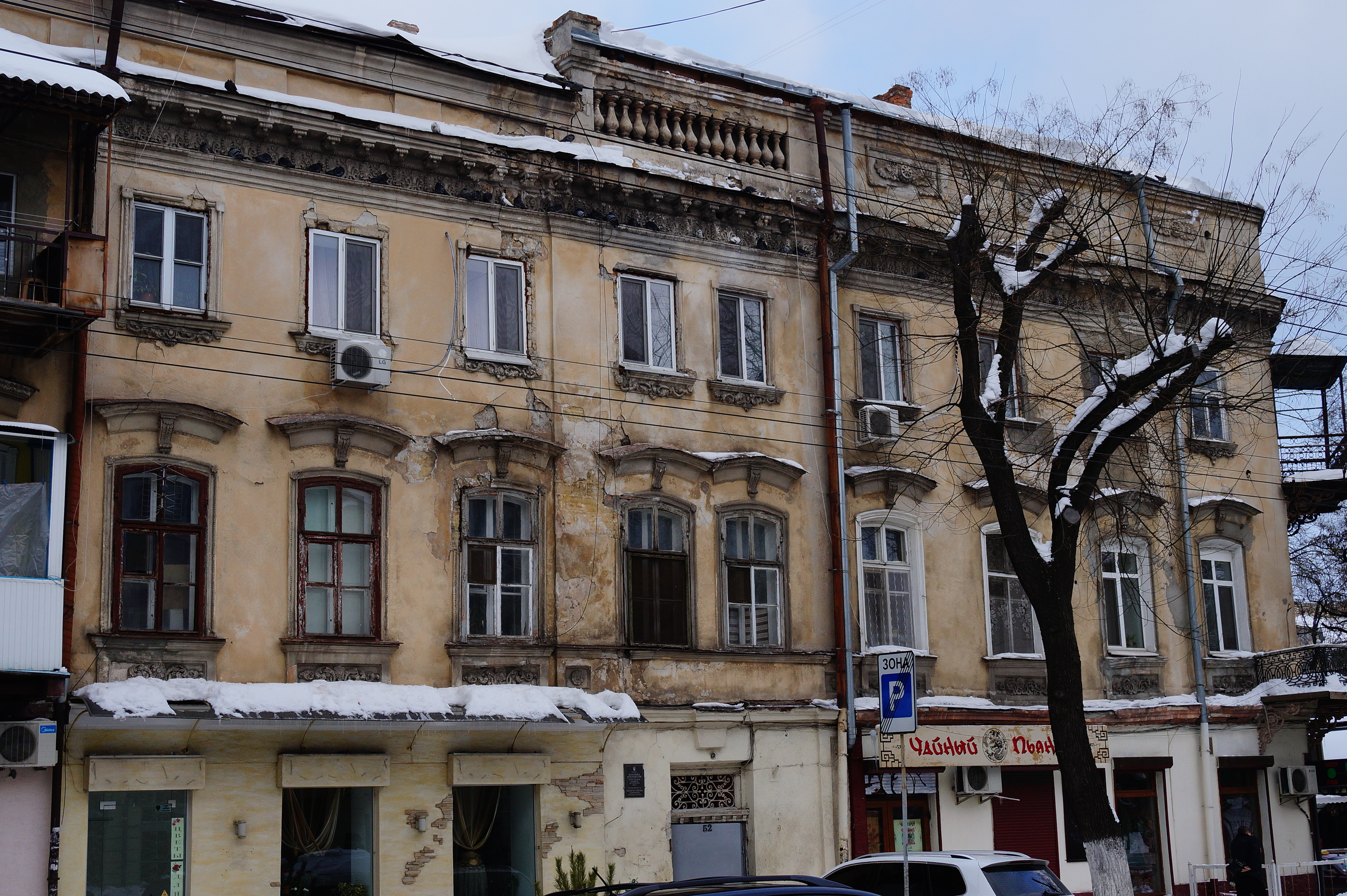
Будинок Г. Завацького, 1849